# Tetropium opacipenne
Tetropium opacipenne là một loài bọ cánh cứng trong họ Cerambycidae.